# José Ángel Hevia
José Ángel Hevia Velasco, conocido con el nombre artístico de Hevia (Villaviciosa, Asturias, 11 de octubre de 1967) es un músico gaitero español y académico de honor de la Academia de la Lengua Asturiana. Es también famoso por inventar junto a Alberto Arias y Miguel Dopico la «gaita electrónica multitímbrica» MIDI y sobre todo por sus álbumes, en los que fusiona la gaita con todo tipo de sonidos. De noviembre de 2018 a febrero de 2019 fue presidente de la SGAE.

## Biografía
Hevia comenzó a tocar la gaita a la edad de 7 años. Su afición nació cuando, con cuatro años, vio por primera vez a un gaitero tocando en la calle. En 1985 fundó su primera banda de gaitas en Villaviciosa. Fundó y dirigió cinco bandas de gaitas que formaban la "Bandona de Asturias": Banda de Gaitas "Villaviciosa", Banda de Gaitas "Mieres del Camín", Banda de Gaitas "Ribesella", Banda Gaites "Candás" y Banda de Gaitas "Rei Aurelio".
Formó parte del grupo de música folk "Boides", con el que grabó el disco "Asturies, camín de Compostela".
En los años 90, con Alberto Arias y Miguel Dopico, inventa la «gaita electrónica multitímbrica».
En 1991 ganó junto con su hermana María José el primer premio en la "Muestra Nacional de Música Folk para jóvenes intérpretes del Instituto de la Juventud". El premio consistía en la grabación de un disco que se llamó Hevia. Era de corte tradicional, aunque con innovaciones importantes para el folk de la época. Ese mismo año ganó junto con Santi Caleya, el primer premio de "Investigación Etnomusicológica, Eduardo Martínez Torner" del Conservatorio Superior de Música de Oviedo, por su trabajo "Método de Gaita Asturiana".
En 1992 ganó el primer premio del Trofeo para solistas de gaita en el Memorial Remis Ovalle de Oviedo. Ese mismo año ganó el Trofeo Macallan para solistas de gaita del Festival Intercéltico de Lorient en Francia.
En 1993 ganó el primer puesto en el I Concurso y Muestra de Folklore Ciudad de Oviedo, en la modalidad de gaiteros solistas. Al igual que sus bandas de gaitas, que consiguen los primeros puestos en la modalidad de bandas. Ese mismo año gana, con María José, el "Concurso para dúos de Instrumentistas Tradicionales", en los "Rencontres Internationales de Luthiers et Maîtres Sonnerurs" de St. Chartier, Francia.
En 1994 ganó el II Concurso y Muestra de Folklore Ciudad de Oviedo. Además, dos de sus bandas consiguen los primeros puestos. En 1995 ganó el primer premio en la modalidad de solistas de gaita en el III Concurso y Muestra de Folklore Ciudad de Oviedo. También obtuvo el primer premio en el Trofeo para Solistas de Gaita, Memorial Remis Ovalle. En 1996 logró el primer puesto en la modalidad de solistas de gaita en el IV Concurso y Muestra de Folklore Ciudad de Oviedo.
Con su primer disco en solitario, Tierra de nadie, en 1998, vendió más de dos millones de copias. Con este trabajo, y gracias principalmente al tema Busindre Reel, consiguió varios discos de oro y platino por todo el mundo (España, Italia, Hungría, Portugal, Nueva Zelanda, Bélgica, Dinamarca, etc.) y alcanzó el número uno de Los 40 Principales el 17 de abril de 1999. Además, «El garrotín» fue elegido tema oficial de la Vuelta a España 1999
A ese álbum le seguirían Al otro lado - Al otru llau en 2000, con medio millón de copias vendidas, y Étnico ma non troppo en 2003. De este último disco se elegiría la canción «Tirador» para ser de nuevo tema oficial de la Vuelta a España 2003.
En 2007 publicó el álbum Obsession, con una tendencia más electrónica pero sin perder las raíces celtas.
Además de instrumentista, Hevia es compositor de la mayoría de los temas que integran sus discos y ha participado en prestigiosos festivales internacionales: De folk, como el Festival Interceltique de Lorient (Francia), de jazz, como el Pori Jazz Festival (Finlandia) o el Red Sea Jazz Festival (Israel), religiosos como el Otobutai en Kyoto (Japón) o el Concierto di Natale del Vaticano (2001, 2012, 2015 y 2017) retransmitido por la RAI para millones de personas en todo el mundo, de pop-rock, como el Festival de San Remo (Italia), o en festivales de nuevas músicas como el Womad de Atenas, entre otros.
Otros premios en su haber son el Ondas, Amigo, Premios de la Música. Ha recibido el “Rock & Trend” del Festival de San Remo (Italia), el “Die Goldene Stimmgabel” en Alemania y el prestigioso “Multiplatinum Award”, (Bélgica), obtenido por vender más de un millón de discos en Europa, en un año.
Hevia sigue desde hace años la huella americana de los legendarios gaiteros asturianos. Fiel a su idea de que “Asturias es más un estado mental que un enclave geográfico”, decidió trasladarse a América, para trabajar en estudios de Santo Domingo y La Habana con músicos criollos, y materializar el proyecto "Al son del Indianu". Este fue documentado y puesto en contexto a través de pequeños documentales grabados y editados por Hevia, con el fenómeno de los indianos como hilo conductor. Las historias personales de la emigración unidas a pequeñas historias de emigrantes, o de los gaiteros que les acompañaron al otro lado del Atlántico, dieron forma a un libro que incluye un disco con 11 temas. En "Al son del Indianu", la gaita acústica, con especial protagonismo, y la electrónica, conviven con los ritmos latinos. Tangos de Gardel llevados a ritmo de Bolero, "Asturias" de Albéniz a ritmo de Chachachá, composiciones como "Danzonete" y "Al Son del Indianu" llevadas al merengue o al son cubano, bachatas como "El Son de la Capitana", de Carlos Rubiera, en la que colabora el padre de la bachata moderna "Víctor Víctor", son algunos de los cortes.
El directo de "Al son del Indianu" ha sido presentado en el Festival Interceltique de Lorient (Francia) y el libro+disco se ha publicado en 2018. 
En 2023 forma parte del cartel del Festival de música celta de Alcalá de Henares, compartiéndolo con destacadas bandas como Luar na Lubre o Kinnia. 

## Compromiso con la lengua asturiana
José Ángel Hevia se ha implicado desde hace tiempo en diversas campañas no partidistas en defensa de la lengua asturiana. Ha sido el encargado de leer manifiestos en manifestaciones y se ha comprometido cívicamente con la defensa del idioma, participando en la campaña "Doi la cara pola oficialidá".
En mayo de 2009 fue reconocida su faceta como firme defensor del reconocimiento del asturiano como lengua oficial, al ser nombrado académico de honor de la Academia de la Lengua Asturiana.

## Presidencia de la SGAE
El 12 de noviembre de 2018 fue elegido presidente de la SGAE por 20 votos a favor, 12 abstenciones y 2 en contra. El equipo asturiano no consiguió sin embargo sacar adelante la reforma de los estatutos y la aprobación de las cuentas a finales de diciembre, en lo que algunos medios de comunicación consideraron "un sabotaje de los autores alineados con las editoriales de las discográficas que buscaba propiciar la intervención de ministerio". 107 días después, el 27 de febrero de 2019 fue sustituido en una moción de censura por Pilar Jurado.

## Discografía

### Álbumes
Hevia (1991)
1.- Baille'l Centru
2.- Entemediu de Sabino
3.- Xiringüelu de Remís
4.- Fandangu Lletariegos
5.- La Procesión
6.- Muñeira de Veriña
7.- Agarraos
8.- Muñeira de Carcarosa
9.- Reels: the masons apron The Miss Mc Leod's
10.- Escorribanda n'Orandi
11.- Diana Floreada
Tierra de nadie (1998) - 6x Platinos en España
1.- Busindre Reel
2.- Naves
3.- Si La Nieve
4.- Gaviotes
5.- El Garrotin
6.- El Ramu
7.- La Línea
8.- Llaciana
9.- Sobrepena
10.- Barganaz
11.- Añada
- Tierra de Nadie: Edición Especial: CD + DVD (2000)

CD
01.- Busindre Reel
02.- Naves
03.- Si la nieve
04.- Gaviotes
05.- El Garrotin
06.- El Ramu
07.- La línea trazada
08.- Llaciana
09.- Sobrepena
10.- Barganaz
11.- Añada
12.- Corri Corri
13.- Busindre Reel (radio mix)
14.- El Garrotin (single mix)
15.- Sobrepena (by Jean)
DVD
1.- Busindre reel (videoclip)
2.- Baños de Budapest (videoclip)
3.- Tanzila (videoclip)
4.- Baños de Budapest (Teatro Campoamor)
5.- Fandango los llobos (Teatro Campoamor)
6.- El salton (Teatro Campoamor)
7.- Si la nieve (Teatro Campoamor)
8.- EPK Al otro lado
9.- Entrevista Tierra de nadie
10.- Spot Tierra de nadie
11.- Spot Tierra de nadie (catalán)
12.- Spot Tierra de nadie (El garrotin/Busindre reel)
13.- Spot Étnico ma non troppo
Al otro lado - Al otru llau (2000) - Platino en España
1.- Tanzila
2.- Fandagu los llobos
3.- El salton
4.- Kyrie eleison
5.- Mermuradora
6.- Baños de Budapest
7.- El sitiu
8.- Rubiercos
9.- Son del busgosu
10.- Si quieres que te cortexe
11.- Marcha del Dos de Mayo
Étnico ma non troppo (2003)
1.- Taramundi
2.- Carretera d´Avilés
3.- La carriola
4.- Pericote
5.- Tirador
6.- El torques
7.- San Xuan
8.- Pasu pasucais
9.- Étnico ma non troppo
10.- Entremediu
Obsession (2007)
1.- Albo
2.- Albandi
3.- Obsessión
4.- Los mártires de Rales
5.- Vueltes
6.- Carrandi
7.- Soy pastor
8.- Keltronic
9.- Morning star
10.- Keltic brass
11.- Taranus
12.- Lluz de domingu
Al son del indianu - Libro + Disco (2018)
1.- Danzonete
2.- Al son del indianu
3.- Bachata para un intermedio
4.- Asturias chachachá
5.- El día que me quieras en La Habana - con Juan Muro
6.- El son de la capitana - con Víctor Víctor y Carlos Rubiera
7.- El berrido
8.- Rumba de reyes
9.- Volver al bolero
10.- Alborada merengada
11.- Gaita y tambor para Asturias de Albéniz

### Recopilatorios
Tierra de Hevia (2005)
1.- Tirador
2.- Gaviotes
3.- Tanzila
4.- Busindre Reel
5.- Taramundi 130
6.- El Saltón
7.- Carretera D'Aviles
8.- Sobrepena
9.- Baños De Budapest
10.- Naves
11.- El Sitiu
12.- Fandangu Los Llobos
13.- La Carriola
14.- El Garrotín (Single Remix)
15.- Busindre Reel (Clubbie Extended Mix)
16.- Los Baños De Budapest (Extended Remix)
17.- Tirador (Carlos Jean Remix)
Grandes Éxitos: Hevia (2005)
1.- Busindre reel
2.- El garrotín
3.- Tanzila
4.- El saltón
5.- Tirador
6.- Carretera d' Avilés
7.- Sobrepena
8.- Naves
9.- El sitiu
10.- Gaviotes
11.- La línea trazada
12.- Fandangu los llobos
13.- La carriola
14.- Taramundi 130
15.- Baños de Budapest
Lo mejor de Hevia (2009)
1.- Busindre Reel
2.- El Garrotín
3.- Tanzila
4.- El Sitiu
5.- Carretera D'Avilés
6.- La Línea Trazada
7.- Sobrepena
8.- Naves
9.- Tirador
10.- El Saltón
11.- Baños De Budapest
12.- Gaviotes (Versión álbum)
13.- Fandangu Los Llobos
14.- La Carriola
15.- Taramundi 130
16.- Kyrie Eleison
17.- El Torques
18.- Si La Nieve

### Sencillos
- El Saltón
- El Garrotín
- Busindre Reel
- El Garrotín (remix)
- Sobrepena
- Baños de Budapest (Nuevo tema, incluye remix)
- Tanzila
- Taramundi 130
- Tirador
- Lluz de domingu - Obsession
- "Si chiama libertà" (ft. Sonohra)